# Departamento Lihuel Calel

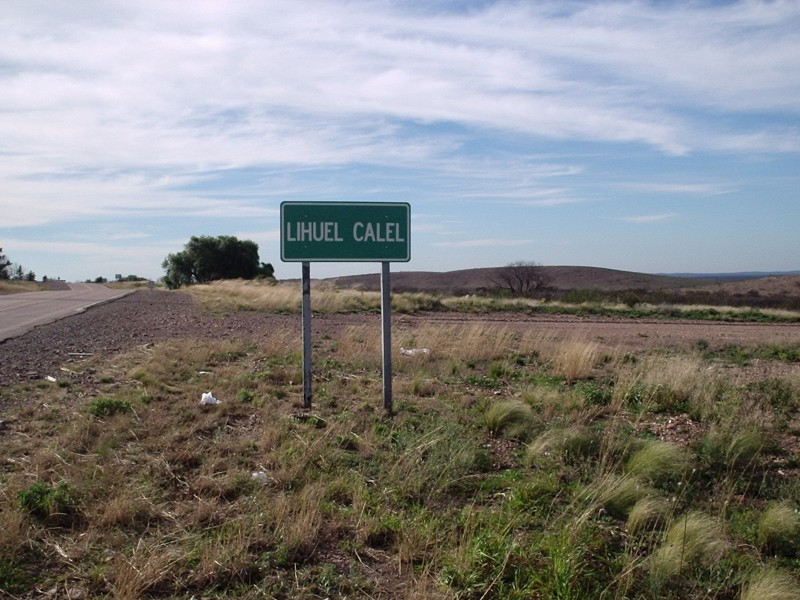
Cartel de indicación sobre la Ruta Nacional 152

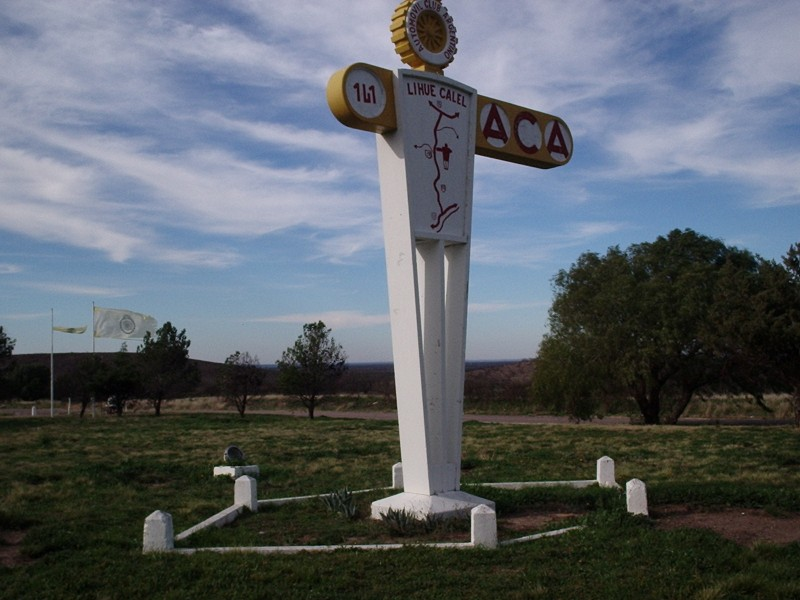
Cartel del Automóvil Club Lihuel Calel (hoy fuera de servicio)

Lihuel Calel es un departamento ubicado en la provincia de La Pampa en Argentina. Actualmente es el que tiene menos habitantes en todo el país.

## Gobiernos locales
Su territorio se divide entre:
- Comisión de fomento de Cuchillo-Có
- Zona rural del municipio de General Acha (el resto se extiende en el departamento Utracán)
- Zona rural del municipio de La Adela (el resto se extiende en el departamento Caleu Caleu)
- Zona rural del municipio de Puelches (el resto se extiende en el departamento Curacó)
- Zona rural del municipio de Gobernador Duval (el resto se extiende en el departamento Curacó)

## Límites
Los límites de este departamento, como casi todos los de la provincia de La Pampa, están dados geodésicamente por paralelos y meridianos a excepción hecha del límite meridional naturalmente dado por el Río Colorado en el sur, que le separa de la provincia de Río Negro.

Por el norte el departamento de Lihuel Calel limita con el de Utracán, por el este con los de Hucal y Caleu Caleu y por el oeste con el de Curacó.

## Población
El departamento cuenta con 443 habitantes (Indec, 2022), lo que representa un incremento del 0,9% frente a los 439 habitantes (Indec, 2001) del censo anterior.

Esta cifra posicionó al departamento en la segunda colocación de menor población de la provincia y el de menor densidad.
| Gráfica de evolución demográfica de Lihuel Calel entre 1991 y 2022 |
|                                                                    |
| Fuente: censos nacionales del INDEC                                |

Según el Censo 2022, el departamento era el segundo menos poblado de La Pampa, con 437 habitantes.

## Toponimia
Es mapudungun y deriva de las bajas y antiguas serranías homónimas, significando 'Sierras de la Vida' (Lihuel: 'vida'), esto motivado porque en la semiárida región en que está ubicado este departamento las mencionadas serranías son el sector que constantemente mantiene más agua dulce a partir de la condensación de la humedad atmosférica.

## Fisiografía
El territorio de este departamento está constituido principalmente, como gran parte del Comahue, por planicies amesetadas cubiertas por un tussok seco en el que predomina el neneo y variedades de "verbena", llareta y coirón; entre estas gramíneas se encuentran aislados ejemplares del árbol llamado caldén y en sectores más rigurosos una cactácea cuyas espinas parecen cabellos: la puelchana.
En el extremo oeste del departamento se encuentran las mahuidas (serranías arcaicas poco elevadas y muy redondeadas por la erosión), de donde deriva la sierra de Lihuel Calel, con una altitud máxima de 589 m s. n. m.. Un ramal oriental de tal mahuida es la Sierra Chica, que cae abruptamente por el norte en el valle del Salitral Levalle ubicado en el ángulo noroeste del departamento, mientras que en el extremo sudeste, casi paralela al Río Colorado, se extiende el sistema de Pichi Mahuida (Serranía Chica) y, en el extremo sudoeste, entre los ríos Curacó y Colorado, la sierra de Choique Mahuida.
Los cursos de agua superficiales están actualmente en proceso de desecación, tal como ocurre con el río Curacó que, ocasionalmente, lleva los caudales "excedentes" del Desaguadero-Chadileo tras pasar los Bañados del Atuel, y que en el extremo noreste baja el terreno por el Valle Maracó Grande. El sur del departamento es el único que posee un límite natural y este límite está dado por el alóctono y bastante caudaloso Río Colorado.

## Clima
El clima es continental árido y semiárido, con fuertes variaciones térmicas día/noche y estacionales. En invierno (especialmente durante el mes de julio) las temperaturas pueden descender fácilmente a -10°C (Diez grados Celsius bajo cero), siendo en tal época que se producen las mayores precipitaciones en forma de nevadas esporádicas. Son casi constantes los vientos secos y fríos del cuadrante sudoeste (pamperos).

## Fauna
Hasta fines del siglo XIX se encontraban ejemplares de yaguar ("nahuel") e incluso de venado de las pampas. En la actualidad la fauna autóctona supérstite está constituida por pumas, guanacos, zorros de la pampa, choiques (ñandúes del sur), maras ("liebres patagónicas"), armadillos, vizcachas, lampalaguas, jotes, caranchos, chimangos, ocasionalmente cóndores y zorros colorados. De origen alóctono se encuentran, especialmente en las zonas de fachinal, jabalíes.

## Turismo
Uno de los principales atractivos turísticos es el parque nacional Lihué Calel.